# Seymareh
Seymareh (transcripció àrab Saymara) fou una vila de la Pèrsia medieval al que després fou el Luristan, capital del districte de Mihranjandhak. Un riu afluent del Karkha (afluent al seu torn del Karun) porta encara avui dia el nom de Seymareh. En aquest riu s'ha construït un embassament principalment per producció elèctrica. El territori fou conquerit sense lluita pels musulmans manats per l'àrab Abu-Mussa al-Aixarí i va ser un lloc pròsper a l'edat mitjana fins i tot després del devastador terratrèmol del 872. Al segle xiv Mustawfi ja l'esmenta en ruïnes (potser destruïda pels mongols al segle xiii) les quals encara es conserven.